# Agrypon serpentinum
Agrypon serpentinum là một loài tò vò trong họ Ichneumonidae.